# 傅抱石
傅抱石（1904年10月5日—1965年9月29日），原名长生，学名瑞麟，字庆远，号抱石斋主人，生于江西南昌赐福巷（四府巷），祖籍袁州府新喻县，中國近代畫家與美術史論家。

## 生平
傅抱石出身貧寒，生于江西南昌，祖籍新喻縣章塘村，原名長生，13歲時改名瑞麟；17歲時自號｢抱石齋主人｣，改名為傅抱石。少年時代曾為瓷器店學徒和補傘匠，受清朝山水畫家石濤的風格啟蒙，1921年考入江西第一師範學校，1933年留學于東京日本帝國美術學校（今武藏野美术大学），回國師學邵逸軒，張大千言：傅抱石既以山水名，而其山石樹木畫法，實得之（邵）逸軒，世少知之爾。1935年7月在中央大學藝術系擔任教職，以山水畫成名。並致力於美術史和繪畫理論的寫作，出版過《中國繪畫變遷史綱》、《國畫源流概述》、《中國古代山水畫史研究》。1965年9月29日因腦溢血病逝南京，享年61歲。
1980年代開始，傅抱石的作品因拍賣價高而受到注目，一開始是蘇富比在香港以18萬港元賣出《湘夫人》。1984年以200萬港元賣出《唐人詩意》圖。1989年以340萬港元賣出《九張機》。
1990年代傅抱石的作品更受歡迎，由拍賣價可看出，1992年以209萬港元賣出《杜牧詩意圖》。1993年以167萬港元賣出《高山仰止》圖。1996年《湘夫人》再度以高價1078萬港元成交，創下當時中國現代繪畫拍賣的最高價位。

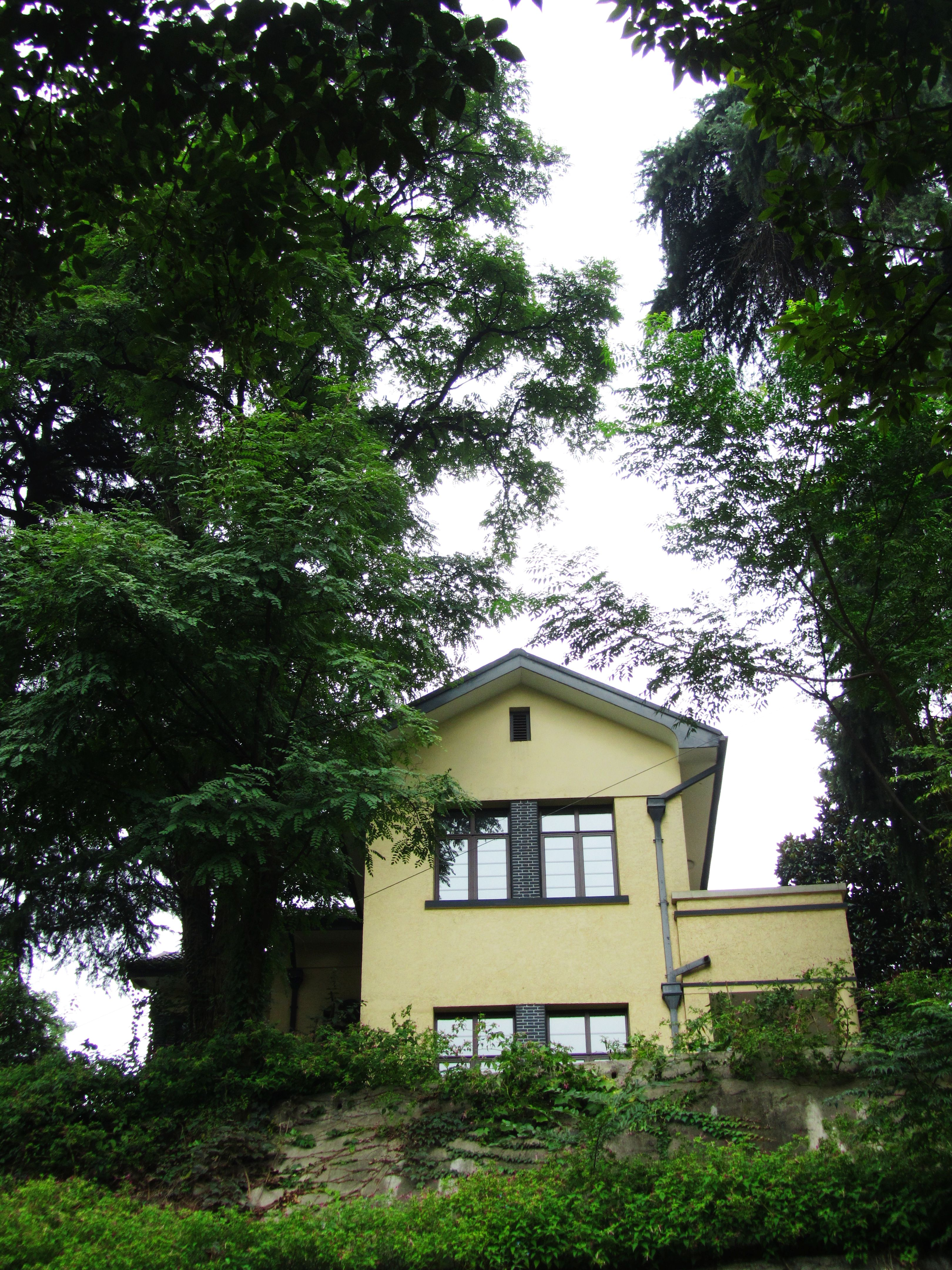
位于汉口西路上的傅抱石故居

目前中國南京建有｢傅抱石紀念館｣，已1990年10月開幕。
2009年佳士得秋季拍卖：傅抱石作品《杜甫詩意圖》(設色紙本，鏡框，1944年作，縱208厘米，橫59.5厘米)以60,020,000港幣(7,780,105美元)成交價奪得全場桂冠，並創傅抱石個人作品拍賣成交最高紀錄。
2010年香港佳士得秋季拍賣中，傅抱石的力作《琵琶行》成為最受矚目的焦點，以7,008萬港幣成交，刷新紀錄。

## 家庭

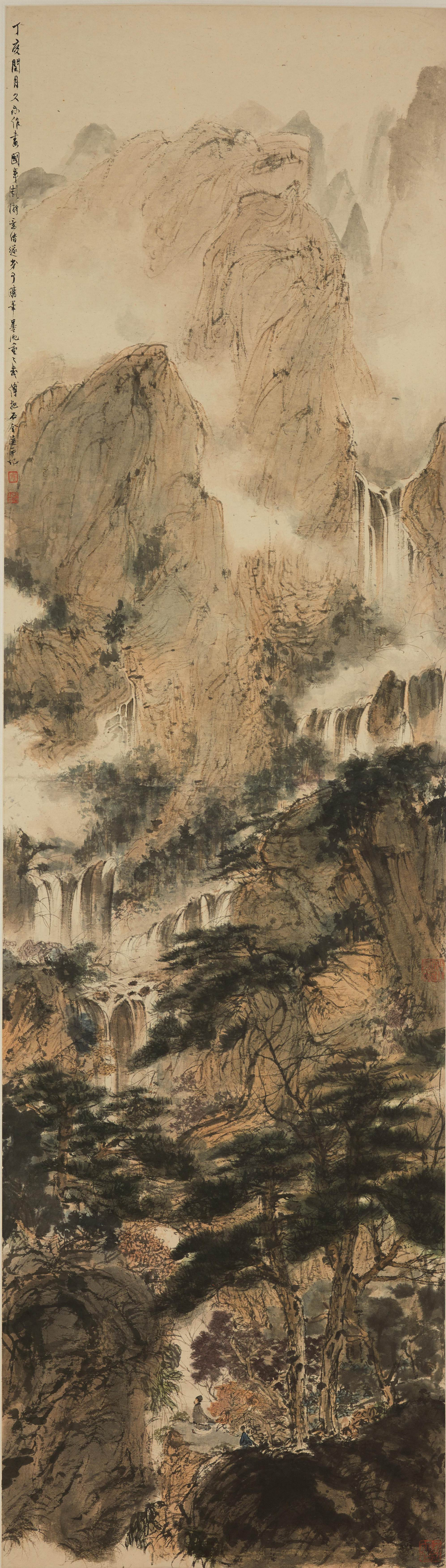
庐山谣诗意图轴，作于1947年

- 妻子罗时慧(1911年5月17日-2001年1月19日)。 1928年，傅抱石在省立第一中学教国画、篆刻及艺术理论。一次，当他上篆刻课时，坐在前面的一位女生举手说：“傅老师，你在黑板上写了错字。”傅抱石心存疑惑，回头一看，这字果然少了一横。同学们哄堂大笑，同学这才说明真相，原来正是那位举手的女生抹掉了那一横。傅抱石这才知道，那个开玩笑的姑娘叫罗时慧，出生在沈阳，小名奉姑。是南昌大户人家“豫章罗府”的千金小姐。

傅抱石家租的是一间大屋，来的人一多便感觉局促。罗时慧以方便两个弟弟的教育为由，向父亲提出让傅抱石到她家租住。于是，傅抱石全家搬入了罗家出租的房子，月租30元。此后他俩天天在一起，约定了要同心协力，实现恋爱自由，把握自己的命运。她告诉傅抱石：“我大妈掌管全家大小事，父亲对她很尊重。你只要送份厚礼给她，应该没问题。”傅抱石据此办理，1930年春，26岁的傅抱石终于与19岁的罗时慧举行了婚礼。那天，大门两边的门柱上贴了新郎自己写的隶书大字：乾坤定矣，钟鼓乐之。 
傅抱石夫妇生了12个孩子，只存活了6个，2男4女。进入老年，罗时慧幽默回顾：我是丰产不丰收。个中甘苦，付于笑谈之中。
- 长子~傅小石，（1932年-2016年），江苏省美术馆专业画家，南京市残疾人协会主席一级美术师，中国美协会员，江苏省残联理事，美国世界名人研究院特邀顾问。傅小石先生从学生时代（1957年）起即历经坎坷。他曾被错划成右派，文革时又因保护父亲的画而被冤入狱十年，致使左腿断残。
- 次子~傅二石，（1936年6月-2017年7月31日），擅长中国画。中国美术家协会会员。
- 长女~傅益珊，生于1939年11月21日。
- 次女~傅益璇，(1944年-2017年7月10日)，生于重庆金刚坡。1968年毕业于南京艺术学院美术系，後移居于加拿大。
  - 外孫女畢蕾蕾，(1981年8月8日－2014年12月28日)
- 三女~傅益瑶
- 幺女~傅益玉，生于1949年
- 师：邵逸轩、金原省吾。